# Wereldkampioenschappen schaatsen afstanden 2008 - 1000 meter vrouwen
De wereldkampioenschappen schaatsen afstanden 2008 - 1000 meter vrouwen werd gehouden op zaterdag 9 maart 2008 op de M-Wave in Nagano, Japan.

## Statistieken

### Uitslag
| #      | Schaatser                | Tijd    |
| ------ | ------------------------ | ------- |
| Goud   | Anni Friesinger          | 1:15.37 |
| Zilver | Kristina Groves          | 1:16.01 |
| Brons  | Annette Gerritsen        | 1:16.35 |
| 4      | Christine Nesbitt        | 1:16.44 |
| 5      | Paulien van Deutekom     | 1:16.89 |
| 6      | Wang Beixing             | 1:17.20 |
| 7      | Shannon Rempel           | 1:17.21 |
| 8      | Sayuri Yoshii            | 1:17.23 |
| 9      | Ireen Wüst               | 1:17.29 |
| 10     | Chiara Simionato         | 1:17.36 |
| 11     | Fei Wang                 | 1:17.40 |
| 12     | Nao Kodaira              | 1:17.55 |
| 13     | Monique Angermüller      | 1:17.97 |
| 14     | Zhang Shuang             | 1:18.21 |
| 15     | You-Lim Kim              | 1:18.29 |
| 16     | Katarzyna Bachleda-Curus | 1:18.41 |
| 17     | Joelia Litejkina         | 1:18.58 |
| 18     | Lee Sang-hwa             | 1:18.70 |
| 19     | Pamela Zoellner          | 1:18.84 |
| 20     | Elli Ochowicz            | 1:18.98 |
| 21     | Shihomi Shinya           | 1:19.20 |
| 22     | Svetlana Kajkan          | 1:19.42 |
| 23     | Svetlana Radkevitsj      | 1:19.83 |
| 24     | Lee Bo-ra                | 1:20.60 |

### Loting
| Rit | Binnenbaan           | Buitenbaan               |
| --- | -------------------- | ------------------------ |
| 1   | Lee Sang-hwa         | Lee Bo-ra                |
| 2   | Svetlana Radkevitsj  | Katarzyna Bachleda-Curus |
| 3   | Svetlana Kajkan      | Joelia Litejkina         |
| 4   | Nao Kodaira          | You-Lim Kim              |
| 5   | Zhang Shuang         | Shihomi Shinya           |
| 6   | Fei Wang             | Elli Ochowicz            |
| 7   | Kristina Groves      | Pamela Zoellner          |
| 8   | Monique Angermüller  | Wang Beixing             |
| 9   | Paulien van Deutekom | Sayuri Yoshii            |
| 10  | Christine Nesbitt    | Annette Gerritsen        |
| 11  | Ireen Wüst           | Shannon Rempel           |
| 12  | Anni Friesinger      | Chiara Simionato         |

1996 · 
1997 · 
1998 · 
1999 · 
2000 · 
2001 · 
2003 · 
2004 · 
2005 · 
2007 · 
2008 · 
2009 · 
2011 · 
2012 · 
2013 · 
2015 · 
2016 · 
2017 · 
2019 · 
2020 · 
2021 · 
2023 · 
2024 · 
2025